# إجمالي الأرباح

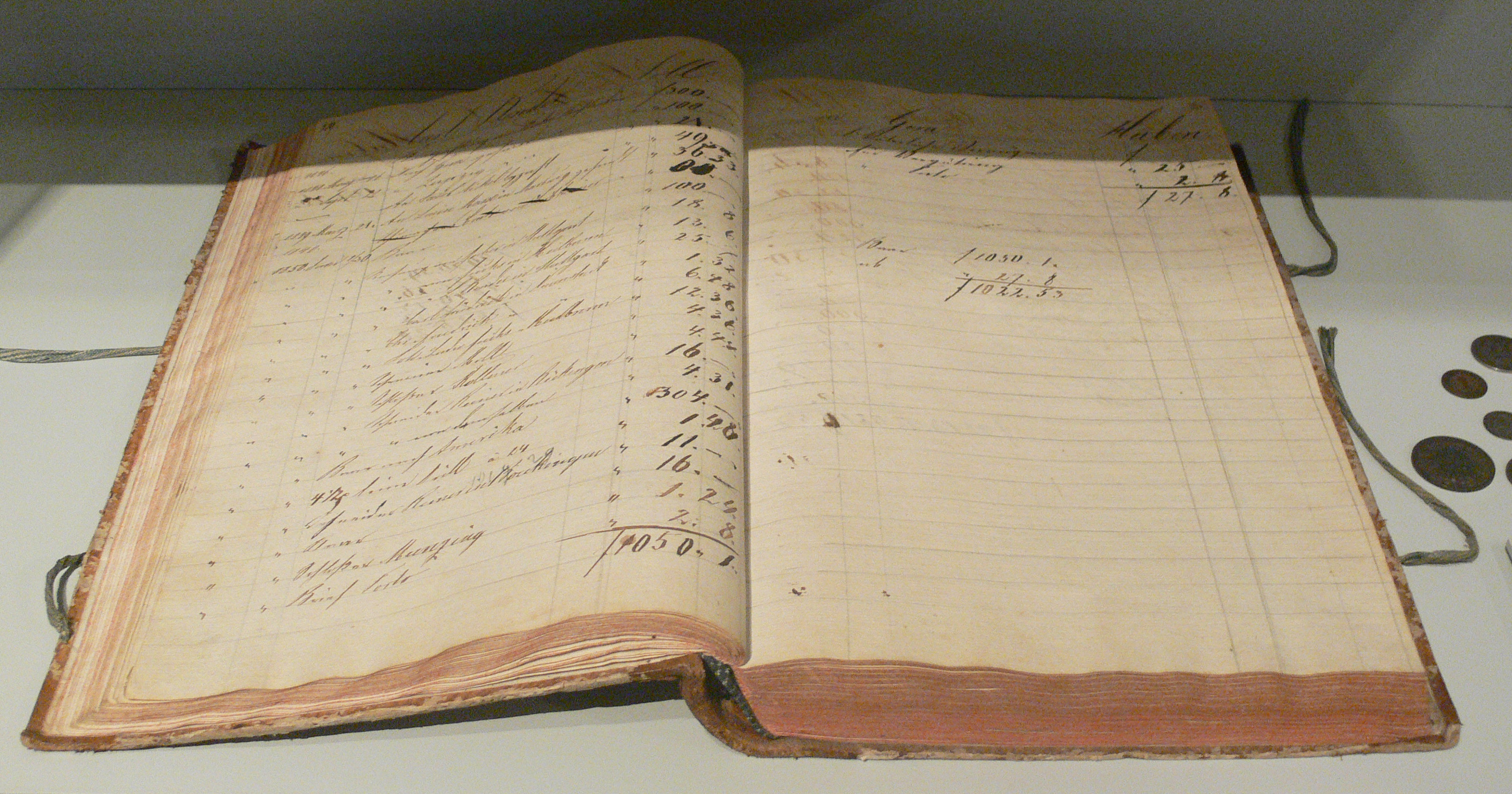

إجمالي الأرباح أو أرباح المبيعات مصطلح بالمحاسبة يعني الاختلاف بين الإيرادات وتكلفة صنع المنتج أو تقديم الخدمة، وذلك قبل خصم النفقات العامة ، والرواتب ،والضرائب ، ومدفوعات الفائدة. نلاحظ أن هذا يختلف عن الأرباح التشغيلية (الأرباح قبل خصم الفوائد والضرائب).
و يعني ذلك أن إجمالي الربح هو الربح الذي تحصلت عليه الشركة بعد أن باعت المنتج أو الخدمة (أو أي كان ما تقدمه أو تنتجه) و بعد أن تطرح من سعر الذي تحصلت عليه من سعر البيع تكاليف إنتاج السلعة (أو تقديم تلك الخدمة).

## الأهمية
تكمن أهمية إجمالي الربح في أنه يبين الفاعلية التي تدير بها الشركة عملية الإنتاج لديها
يحسب صافي المبيعات :
- - صافي المبيعات = المبيعات - عوائد المبيعات والبدلات.

نحصل على إجمالي الربح بخصم تكلفة البضاعة المباعة :
- - إجمالي الربح = صافي المبيعات - تكلفة السلع المباعة.

وينبغي عدم الخلط بين إجمالي الربح وبين صافي الدخل :
- - صافي الدخل = إجمالي الربح - مجموع المصروفات التشغيلية.

يتم حساب تكلفة السلع المباعة بشكل مختلف بالنسبة للبضائع التجارية عن البضائع المصنعة.